# Sorelle Mai
Sorelle Mai è un film drammatico italiano del 2010 diretto da Marco Bellocchio.

## Trama
La piccola Elena vive con le sue anziane prozie nella casa di famiglia a Bobbio. La madre Sara è sempre assente, vive a Milano tentando la carriera di attrice e quando non lavora fa visita alla figlia. Giorgio, il fratello di Sara, pensa che lei debba essere più presente nella vita della figlia, e intanto anche lui tenta di avviare una nuova attività come gioielliere. Quando Sara ottiene una parte come protagonista vorrebbe portare la figlia ad abitare con lei; vende quindi il suo appartamento di Bobbio per prenderne uno più grande a Milano. Intanto una professoressa, ospite pagante nella casa delle zie, è indecisa sulla sorte di uno studente durante gli scrutini. Giorgio è indebitato, viene aiutato dalla sorella Sara che venderà la sua collana, un tempo appartenuta alla madre. L'amico di famiglia Gianni chiede a Giorgio di filmare il suo "addio al mondo e ai ricordi del passato" scomparendo tra le acque del Trebbia in frac.

## Produzione
Il film è composto da sei segmenti girati a Bobbio tra 1999 e il 2008 nell'ambito del corso "Fare Cinema" tenuto da Marco Bellocchio. I primi tre segmenti erano già presenti nel film Sorelle del 2006.

## Distribuzione
È stato presentato fuori concorso al Festival di Venezia 2010, mentre nelle sale cinematografiche è stato distribuito il 16 marzo 2011. Dal 20 luglio è disponibile in DVD e Blu-ray.

## Riconoscimenti
Il film ha ricevuto tre candidature ai Nastri d'argento 2011 come regista del miglior film, migliore attrice protagonista (Donatella Finocchiaro) e miglior montaggio. Ai David di Donatello 2011 è stato candidato nelle categorie di miglior regista e miglior montatore. Sempre nel 2011 gli è stato assegnato il premio Alabarda d'oro per la miglior regia, mentre Donatella Finocchiaro ha ricevuto il Premio Flaiano per la sua interpretazione.
Nel 2011 il Bif&st di Bari ha assegnato il Premio Giuseppe Rotunno per il miglior direttore della fotografia a Marco Sgorbati e Gian Paolo Conti.